# 草莽全国地方議員の会
草莽全国地方議員の会（そうもうぜんこくちほうぎいんのかい）とは、日本の地方議会議員の現職または元議員によって構成された日本の保守政治団体。

## 概要

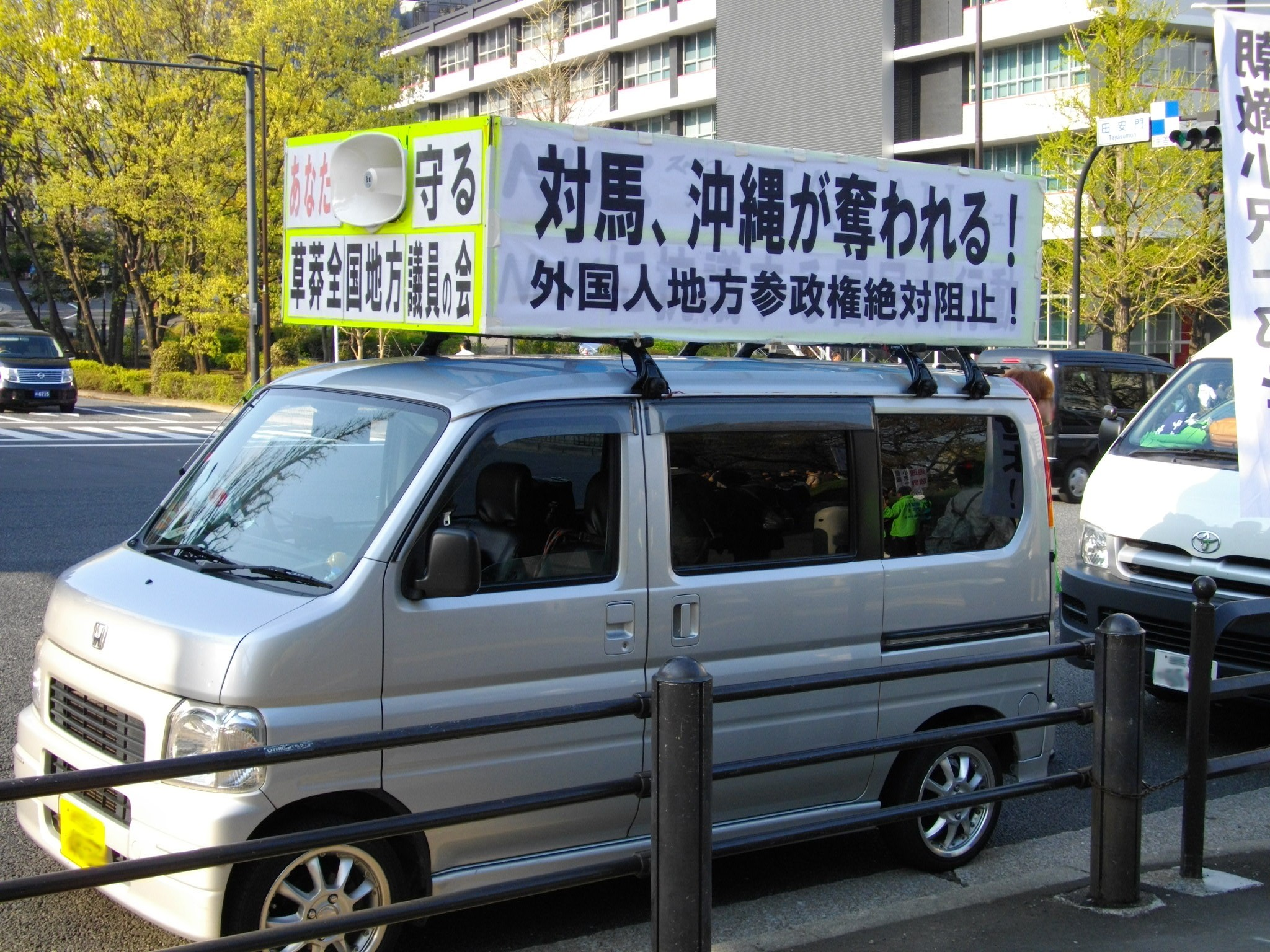
草莽全国地方議員の会の街宣車

これまでに、「皇室典範改正反対」「人権擁護法案反対」「拉致問題の早期解決」などの運動を進めてきた。また、日本文化チャンネル桜の開局に関わってきたこともあり、同局との関係が深い。「草莽崛起」は、チャンネル桜でもよく使われる。
2010年、頑張れ日本!全国行動委員会の結成に関わり、結成大会には多くの会員が参加した。10月16日、東京の中国大使館周辺に5800人の会員らを動員し、尖閣諸島中国漁船衝突事件に対する大規模なデモを行って日本国外のメディアに報道された。
2012年6月、政治資金収支報告書の2年（平成22年度、同23年度分）連続未提出が発覚し、一般人男性による政治資金規正法違反容疑での告発を受けた。東京地検特捜部は、2012年7月4日付でこの告発を受理した。現在は特捜部が捜査を行なっている。

## 幹部
- 会長 - 松浦芳子[2]
- 会長代行 - 二瓶文隆（現［江東区議会議員］前中央区議会議員）

- 副会長
  - 三井田孝欧（前柏崎市議会議員）
  - 小島健一（神奈川県議会議員）
  - 吉田康一郎（中野区議会議員）